# كاستل دي ساسو
كاستل دي ساسو، (بالإنجليزية: Castel di Sasso)‏، هي (بلدية) في مقاطعة كازيرتا في منطقة كامبانيا الإيطالية، وتقع على بعد حوالي 40 كم (25 ميل) شمال نابولي وحوالي 14 كم (9 ميل) شمال غرب كازيرتا.

## السكان
في سنة 1861 بلغ عدد السكان 1٬330 نسمة، وتطور العدد ليصل في سنة 2011 لـ 1٬193 نسمة.
يظهر هذا المخطط البياني تطور النمو السكاني لـ كاستل دي ساسو